# هيلينا كولمان
هيلينا كولمان هي كاتِبة وشاعرة كندية، ولدت في 27 أبريل 1860 في Newcastle, Ontario ‏ في كندا، وتوفيت في 7 ديسمبر 1953 في تورونتو في كندا.